# Ludwigia affinis
Ludwigia affinis là một loài thực vật có hoa trong họ Anh thảo chiều. Loài này được (DC.) H.Hara mô tả khoa học đầu tiên năm 1953.